# Comuna Sușkivka, Babanka
Sușkivka (în ucraineană Сушківка) este o comună în raionul Babanka, regiunea Cerkasî, Ucraina, formată din satele Sușkivka (reședința) și Zaiacikivka.

## Demografie
Componența lingvistică a comunei Sușkivka
     Ucraineană (98,42%)
     Rusă (1,17%)
     Alte limbi (0,21%)
Conform recensământului din 2001, majoritatea populației comunei Sușkivka era vorbitoare de ucraineană (98,42%), existând în minoritate și vorbitori de rusă (1,17%).